# Другой (фильм, 2019)
«Другой» (англ. The Hole in the Ground) — ирландский фильм ужасов о сверхъестественном 2019 года, снятый режиссёром Ли Кронином. Премьера фильма состоялась 25 января 2019 на кинофестивале «Сандэнс».

## Сюжет
Молодая женщина Сара О’Нилл и её застенчивый сын Крис, стадающий арахнофобией, переезжают в небольшой городок и селятся в доме на его окраине.
Крис ссорится с мамой и убегает в лес. Сара следует за ним и находит его рядом с гигантской воронкой неизвестного происхождения, которая образовалась посреди леса. Спустя какое-то время мать замечает, что мальчика как будто подменили. Сара начинает сомневаться, что Крис — её настоящий сын…

## В ролях
- Шона Керслейк — Сара О’Нилл
- Джеймс Куинн Марки — Крис О’Нилл
- Кати Оутинен — Норин Брейди
- Симона Кирби — Луиза Коул
- Стив Уолл — Роб Коул
- Джеймс Космо — Дес Брейди
- Оуэн Маккен — Джей Коул
- Дэвид Кроули — учитель
- Сара Хэнли — Лил
- Эндрю Беннетт — врач
- Джон Куинн — детектив
- Миро Лоппери — существо

## Съёмочная группа
- Режиссёр: Ли Кронин
- Продюсеры: Джон Кевилл, Микела Орланди, Конор Бэрри
- Сценаристы: Ли Кронин, Стивен Шилдс
- Оператор: Том Комерфорд
- Композитор: Стефен Маккеон

## Награды и номинации
- В 2019 году фильм стал победителем кинопремии «Золотой трейлер»

- В 2019 году фильм стал победителем на фестивале фантастических фильмов в Бильбао[2]

- Премия Фангории «Бензопила»[англ.] — номинация